# Andrej Nikolajevič Korf
Andrej Nikolajevič Korf (ruski: Андрей Николаевич Корф), (1831. – 1893.) je bio ruski barun, podrijetlom baltički Nijemac, general pješaštva. 
General Korf je pokrenuo uspostavu Časničke škole za pješaštvo. 1859. godine sudjelovao je u napadu na Veden na Kavkazu. 
Godine 1884. godine, Korf je imenovan za glavnog gubernatora Primorskog kraja, gdje je poduzeo nekoliko mjera koje su pomogle budući razvitak te pokrajine u području prosvjete, naseljavanja Ussurijskog kraja, zaštite trgovine tuljanskim kožama, trgovinskih i poslovnih odnosa sa zemljama Dalekog Istoka i rudnicima ugljena na otoku Sahalinu.
Njemu u čast je nazvano naselje u današnjem Korjačkom autonomnom okrugu u Kamčatskoj oblasti u Rusiji, Korf.